# William Rush Merriam

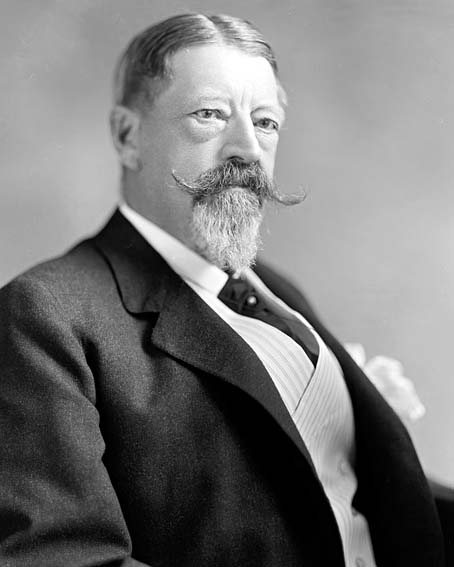
William Rush Merriam

William Rush Merriam (* 26. Juli 1849 in Wadham’s Mills, Essex County, New York; † 18. Februar 1931 in Port Sewall, Florida) war ein US-amerikanischer Politiker und von 1889 bis 1893 Gouverneur des Bundesstaates Minnesota.

## Frühe Jahre und politischer Aufstieg
William Merriam besuchte bis 1871 das Racine College in Wisconsin. Danach stieg er in das Bankgeschäft ein. Bereits im Jahr 1880 wurde er Präsident der Merchants National Bank in St. Paul. Politisch wurde er Mitglied der Republikanischen Partei. Ab 1883 war er Abgeordneter im Repräsentantenhaus von Minnesota; im Jahr 1887 war er als Nachfolger von John L. Gibbs der Speaker dieses Gremiums. Im Jahr 1888 gelang es ihm, sich gegen den amtierenden Gouverneur Andrew Ryan McGill durchzusetzen und die Nominierung seiner Partei für das Amt des Gouverneurs zu erringen.

## Gouverneur von Minnesota
Nachdem er auch die eigentliche Gouverneurswahl am 6. November 1888 gegen den Demokraten Eugene McLanahan Wilson mit einem Anteil von 51,35 Prozent der Stimmen gewonnen hatte, konnte er sein neues Amt am 9. Januar 1889 antreten. Nach einer Wiederwahl im Jahr 1890 bekleidete er dieses Amt bis zum 4. Januar 1893. In seiner insgesamt vierjährigen Amtszeit wurde die Staatsverschuldung reduziert. Die Industrie, vor allem die Verarbeitung von Eisenerz, blühte auf. In Merriams Amtszeit wurde in Minnesota eine neue Nervenheilanstalt gebaut. Außerdem wurde das Wahlsystem durch die Einführung der geheimen Stimmabgabe verbessert. Politisch entstand damals in Minnesota mit der Farmers’ Alliance eine neue Bewegung, die die Interessen der Landwirtschaft vertrat.

## Weiterer Lebenslauf
Nach dem Ende seiner Gouverneurszeit blieb Merriam politisch aktiv. Zwischen 1899 und 1903 war er Leiter des statistischen Bundesamtes der Vereinigten Staaten. Dieses Amt wurde damals vom Kongress als ständige Einrichtung etabliert. Nach dem Ende dieser Tätigkeit kehrte Merriam nicht mehr nach Minnesota zurück. Er verbrachte seinen Ruhestand in Florida, wo er 1931 verstarb. Mit seiner Frau Laura E. Hancock hatte er fünf Kinder.